# Marca griseonigralis
Marca griseonigralis là một loài bướm đêm trong họ Noctuidae.